# Landkreis Oberhavel
Der Landkreis Oberhavel ist ein Landkreis im Norden des Landes Brandenburg. Die Kreisstadt ist Oranienburg.

## Geographie
Der Landkreis Oberhavel erstreckt sich als Sektoralkreis von der Südgrenze des Landes Mecklenburg-Vorpommern bis an die Nordgrenze des Landes Berlin. Der obere Flusslauf der Havel ist namensgebend und durchfließt den Landkreis von Norden nach Süden. Mehr als 50 % der Fläche des Landkreises sind Landschafts- oder Naturschutzgebiete.
Der Norden des Landkreises wird durch den Naturraum des Neustrelitzer Kleinseenlandes eingenommen. Dort liegen die beiden größten Seen des Landkreises: der Große Stechlinsee (4,1 km²) im Rheinsberger Seengebiet und der Stolpsee (3,7 km²) am Rand der Himmelpforter Heide. Südlich schließt sich die ackergeprägte Granseer Platte an. Sie umfasst mit dem Großen Wentowsee (2,8 km²) und dem Dreetzsee (1,7 km²) den dritt- und viertgrößten See des Landkreises. Einer der größten Feuchtwaldkomplexe der Granseer Platte ist der Harenzacken.
Der mittlere Teil des Landkreises wird darüber hinaus eingenommen durch die Zehdenick-Spandauer Havelniederung, die Waldlandschaften Rüthnicker Heide und Schorfheide, das Rhinluch mit dem Kremmener Luch und das Eberswalder Tal. Im südlichen Teil des Landkreises erstrecken sich die Hochebene des Gliens mit dem Waldgebiet Krämer, der waldreiche Westbarnim mit dem Herthamoor und das Havelländische Luch.
Der Landkreis hat Anteil an den folgenden historischen Landschaften: im Norden an Mecklenburg (Fürstenberger Werder), im Nordosten und Osten an der Uckermark, im Südosten am Barnim, im Südwesten am Havelland sowie im Westen und Nordwesten am Ruppiner Land. Im mittleren Teil liegt das historische Land Löwenberg.
Nachbarkreise sind im Norden der Landkreis Mecklenburgische Seenplatte (Mecklenburg-Vorpommern), im Osten die Landkreise Uckermark und Barnim, im Süden das Land Berlin und der Landkreis Havelland sowie im Westen der Landkreis Ostprignitz-Ruppin.

## Gemeinden
Nach Abschluss der Gemeindegebietsreform im Jahr 1993 umfasst der Landkreis 19 Gemeinden, darunter neun Städte. 14 der Gemeinden sind amtsfrei.
(Einwohner am 31. Dezember 2024)
| Amtsfreie Städte 1. Fürstenberg/Havel (5741) 2. Hennigsdorf (26.677) – Mittelzentrum 3. Hohen Neuendorf (26.857) 4. Kremmen (7535) 5. Liebenwalde (4413) 6. Oranienburg (49.122) – Mittelzentrum 7. Velten (12.727) 8. Zehdenick (13.040) – Mittelzentrum (mit Gransee) Weitere amtsfreie Gemeinden 1. Birkenwerder (7935) 2. Glienicke/Nordbahn (12.159) 3. Leegebruch (6732) 4. Löwenberger Land (8508) 5. Mühlenbecker Land (15.177) 6. Oberkrämer (12.145) | Amtsangehörige Gemeinden (Sitz der Amtsverwaltung *) - Gransee und Gemeinden (8922) 1. Gransee, Stadt * (5868) – Mittelzentrum (mit Zehdenick) 2. Großwoltersdorf (712) 3. Schönermark (406) 4. Sonnenberg (813) 5. Stechlin (1123) |  |

## Geschichte
Der Landkreis Oberhavel entstand im Ergebnis der brandenburgischen Kreisreform zum 6. Dezember 1993 durch Zusammenlegung der ehemaligen Landkreise Gransee und Oranienburg. Der Erste Fall der COVID-19-Pandemie in Brandenburg wurde am 2. März 2020 im Landkreis Oberhavel festgestellt.

## Bevölkerungsentwicklung
| Jahr | Einwohner |
| ---- | --------- |
| 1993 | 166.214   |
| 1995 | 170.505   |
| 2000 | 192.123   |
| 2005 | 200.184   |
| 2010 | 203.124   |
| 2015 | 207.524   |

| Jahr | Einwohner |
| ---- | --------- |
| 2020 | 214.234   |
| 2021 | 215.795   |
| 2022 | 216.849   |
| 2023 | 217.290   |
| 2024 | 217.690   |

Gebietsstand und Einwohnerzahl am 31. Dezember des jeweiligen Jahres, ab 2011 auf Basis des Zensus 2011, ab 2022 auf Basis des Zensus 2022

## Politik

### Kreistag
Die 56 Sitze im Kreistag verteilen sich seit der Wahl am 9. Juni 2024 wie folgt auf Parteien und Wählergruppen:
| Wahl des Kreistags Oberhavel 2024Wahlbeteiligung: 67,0 % (2019: 60,3 %) %3020100 25,3 %20,6 %17,0 %7,8 %6,5 %5,9 %4,3 %2,9 %2,0 %7,6 % AfDCDUSPDGrüneLinkeBVB/FWFDPTierschutzLGUiSonst.Gewinne und Verlusteim Vergleich zu 2019 %p 12 10 8 6 4 2 0 −2 −4 −6+10,5 %p+1,7 %p−0,9 %p−5,0 %p−5,8 %p−0,6 %p−0,9 %p+1,7 %p+0,4 %p−1,1 %pAfDCDUSPDGrüneLinkeBVB/FWFDPTierschutzLGUSonst.Anmerkungen:i Landwirtschaft, Gartenbau, Umwelt | Sitzverteilung im Kreistag Oberhavel seit 2024Insgesamt 56 Sitze - Linke: 4 - Tierschutz: 2 - SPD: 10 - Grüne: 4 - Piraten: 1 - LGU: 1 - BfO: 1 - Pro Velten: 1 - BVB/FW: 3 - FDP: 2 - CDU: 12 - AfD: 14 - EB Gerlach: 1 |

| Partei / Gruppierung                        | Stimmen 2019 | Stimmen 2024 |    | Sitze 2019 | Sitze 2024 |
| ------------------------------------------- | ------------ | ------------ | -- | ---------- | ---------- |
| AfD                                         | 14,8 %       | 25,3 %       | 8  | 14         |            |
| CDU                                         | 18,9 %       | 20,6 %       | 11 | 12         |            |
| SPD                                         | 17,9 %       | 17,0 %       | 10 | 10         |            |
| Bündnis 90/Die Grünen                       | 12,8 %       | 7,8 %        | 7  | 4          |            |
| Die Linke                                   | 12,3 %       | 6,5 %        | 7  | 4          |            |
| BVB/Freie Wähler                            | 6,5 %        | 5,9 %        | 4  | 4          |            |
| FDP                                         | 5,2 %        | 4,3 %        | 3  | 2          |            |
| Tierschutzpartei                            | 1,2 %        | 2,9 %        | 1  | 2          |            |
| Landwirtschaft, Gartenbau, Umwelt           | 1,6 %        | 2,0 %        | 1  | 1          |            |
| Bürger für Oberkrämer                       | 2,3 %        | 1,8 %        | 1  | 1          |            |
| Piraten                                     | 1,5 %        | 1,6 %        | 1  | 1          |            |
| Einzelbewerber Michael Gerlach              | –            | 1,2 %        | –  | 1          |            |
| Pro Velten                                  | 1,4 %        | 1,0 %        | 1  | 1          |            |
| Die Unabhängigen Bürger                     | 0,5 %        | 0,7 %        | –  | –          |            |
| Bündnis Frieden, Vernunft und Gerechtigkeit | –            | 0,7 %        | –  | –          |            |
| Die PARTEI                                  | –            | 0,6 %        | –  | –          |            |
| Die Heimat (2019: NPD)                      | 0,9 %        | –            | 1  | –          |            |
| BürgerBündnis freier Wähler                 | 0,9 %        | –            | –  | –          |            |

### Landrat und Dezernenten
Von 1994 bis 2014 war Karl-Heinz Schröter (SPD) Landrat des Landkreises Oberhavel.  Wegen seiner Berufung zum Innenminister des Landes Brandenburg war 2015 eine Neuwahl erforderlich.
Ludger Weskamp (SPD) erreichte in der Landratsstichwahl am 8. März 2015 60,1 % der gültigen Stimmen Allerdings verfehlte er durch die geringe Wahlbeteiligung von 20,7 % das erforderliche Quorum von 15 % der Wahlberechtigten. Infolgedessen hatte der Kreistag zu entscheiden. Er wählte Weskamp am 27. Mai 2015 zum Landrat. Er trat sein Amt am 12. Juni 2015 an. Weskamp schied zum 31. Dezember 2021 vorzeitig als Landrat aus, nachdem er am 13. Juli 2021 zum Präsidenten des Ostdeutschen Sparkassenverbandes gewählt worden war. 
Bei der Stichwahl eines neuen Landrates am 12. Dezember 2021 wurde das erforderliche Quorum mit einer Wahlbeteiligung von 21,7 % verfehlt, sodass der Kreistag nach einer öffentlichen Stellenausschreibung am 6. April 2022 Alexander Tönnies (SPD) durch Briefwahl entsprechend § 72 Abs. 3 des Brandenburgischen Kommunalwahlgesetzes für eine Amtszeit von acht Jahren zum neuen Landrat wählte. Er trat am 27. April 2022 sein Amt an.
Die Kreisverwaltung Oberhavel gliedert sich wie folgt (Stand: 2024):
|  | Vorschlag | Name               | Funktion                                | Aufgabenbereich                                       |
|  | --------- | ------------------ | --------------------------------------- | ----------------------------------------------------- |
|  | SPD       | Alexander Tönnies  | Landrat                                 |                                                       |
|  | CDU       | Egmont Hamelow     | Dezernent und stellvertretender Landrat | Dezernat I – Bauen, Wirtschaft und Umwelt             |
|  |           | Holger Mittelstädt | Dezernent                               | Dezernat II – Bildung, Kultur und Sport               |
|  |           | Tobias Berger      | Dezernent                               | Dezernat III – Arbeit und Soziales                    |
|  |           | Katja Hermann      | Dezernentin                             | Dezernat IV – Service, Mobilität und Sicherheit       |
|  |           | Nancy Klatt        | Dezernentin                             | Dezernat V – Jugend, Gesundheit und Verbraucherschutz |
|  |           | Matthias Kahl      | Dezernent                               | Dezernat VI – Finanzen und IT                         |

### Wappen
Das Wappen wurde am 18. Mai 1994 genehmigt. Blasonierung: „Geteilt von Silber über Grün; oben goldbewehrte und rotgezungte rote Adler, die Flügel mit goldenen Kleestengeln belegt; unten zwei versetzt nebeneinander fliegende rotbewehrte silberne Schwäne.“

### Partnerkreise
Der Landkreis Oberhavel unterhält Partnerschaften mit folgenden Landkreisen:
- Vogelsbergkreis, Hessen
- Landkreis Siedlce, Republik Polen
- Landkreis Biała Podlaska, Republik Polen

Außerdem werden freundschaftliche Beziehungen unterhalten mit:
- Hudson County, USA
- Stadt Tampere, Finnland
- Taiwan

## Wirtschaft und Infrastruktur
Im Zukunftsatlas 2016 belegte der Landkreis Oberhavel Platz 302 von 402 Landkreisen, Kommunalverbänden und kreisfreien Städten in Deutschland und zählt damit zu den Regionen mit „ausgeglichenem Chancen-Risiko Mix“ für die Zukunft. Im Zukunftsatlas 2019 wird der Landkreis auf Rang 283 gelistet. Im Jahr 2022 auf Platz 226.

### Unternehmen

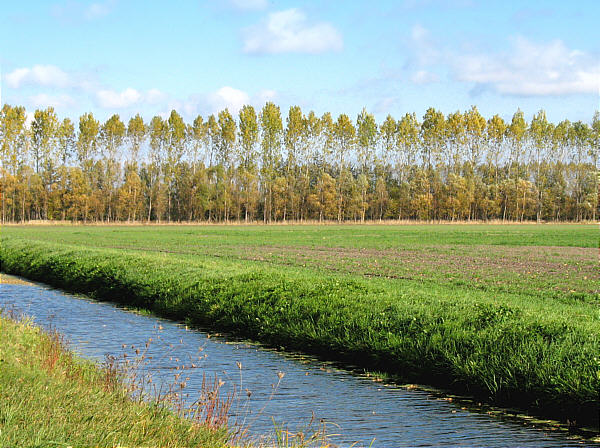
Felder bei Neuholland

Der Schwerpunkt der Industrie liegt im Süden des Kreises, im engeren Verflechtungsraum mit Berlin. Hierzu gehören neben dem Dienstleistungssektor insbesondere Unternehmen der Verkehrstechnik und Stahlindustrie (besonders in und um Hennigsdorf) sowie der Chemie- und Pharmaindustrie (in und um Oranienburg). Die Wirtschaftsstandorte Oranienburg, Hennigsdorf und Velten bilden einen von 15 Regionalen Wachstumskernen des Landes Brandenburg.
Der gesamte Landkreis ist zudem durch intensive Landwirtschaft geprägt.
Oberhavel erlangt auch zunehmend mehr Bedeutung als Naherholungsgebiet für Berlin und vor allem der Norden des Kreises als naturbelassene Urlaubsregion.

### Verkehr
Durch den Landkreis Oberhavel führen die Autobahn A 10 (Berliner Ring) sowie die von ihr abzweigenden Autobahnen A 111 in Richtung Berlin und A 24 in Richtung Hamburg. Zusätzlich verlaufen die Bundesstraßen 96, 96a, 109, 167 und 273 durch den Kreis.
Die wichtigsten Eisenbahnstrecken sind der Berliner Außenring, die Berliner Nordbahn nach Stralsund und die Kremmener Bahn nach Neuruppin. Linien der Berliner S-Bahn verkehren nach Oranienburg und Hennigsdorf. Die kreiseigene Oberhavel Verkehrsgesellschaft ist Betreiber des Busverkehrs im Landkreis. Sie hat ihren Sitz in Oranienburg und betreibt 42 Buslinien (2014). Wichtige Binnenwasserstraßen sind die Havel und der Oder-Havel-Kanal. Neben einer Vielzahl lokaler und regionaler Fahrradwege führen auch der Radfernweg Berlin-Kopenhagen und der Havelradweg durch den Kreis.

## Kfz-Kennzeichen
Am 1. Januar 1994 wurde dem Landkreis das Unterscheidungszeichen OHV zugewiesen und seitdem ausgegeben.

## Eingliederungen und Zusammenschlüsse von Gemeinden
In der Tabelle sind die Eingliederungen und Zusammenschlüsse von Gemeinden seit der Bildung des Landkreises am 5. Dezember 1993 erfasst.
| Gemeinde          | Datum      | Eingliederung von                                                                                 | nach              | Zusammenschluss von                                                                                     | zu                |
| ----------------- | ---------- | ------------------------------------------------------------------------------------------------- | ----------------- | --- | ----------------- |
| Fürstenberg/Havel | 26.10.2003 | Altthymen Barsdorf Blumenow Bredereiche Himmelpfort Steinförde Tornow Zootzen                     | Fürstenberg/Havel | |                   |
| Gransee           | 13.02.1997 | Altlüdersdorf Kraatz-Buberow Meseberg Neulögow                                                    | Gransee           | |                   |
| Gransee           | 27.09.1998 | Seilershof                                                                                        | Gransee           | |                   |
| Gransee           | 01.01.2003 | Dannenwalde                                                                                       | Gransee           | |                   |
| Großwoltersdorf   | 27.09.1998 |                                                                                                   |                   | Großwoltersdorf Wolfsruh Zernikow                                                                       | Großwoltersdorf   |
| Hennigsdorf       | 01.05.1998 | Stolpe-Süd                                                                                        |                   | |                   |
| Hohen Neuendorf   | 06.12.1993 |                                                                                                   |                   | Bergfelde Borgsdorf Hohen Neuendorf                                                                     | Hohen Neuendorf   |
| Hohen Neuendorf   | 26.10.2003 | Stolpe                                                                                            | Hohen Neuendorf   | |                   |
| Kremmen           | 31.12.2001 |                                                                                                   |                   | Beetz Flatow Groß-Ziethen Hohenbruch Kremmen Sommerfeld Staffelde                                       | Kremmen           |
| Liebenwalde       | 26.10.2003 | Kreuzbruch                                                                                        | Liebenwalde       | Freienhagen Hammer Liebenthal Liebenwalde Neuholland                                                    | Liebenwalde       |
| Löwenberger Land  | 31.12.1997 |                                                                                                   |                   | Falkenthal Glambeck Grieben Großmutz Grüneberg Gutengermendorf Häsen Löwenberg Neulöwenberg Teschendorf | Löwenberger Land  |
| Löwenberger Land  | 31.12.2001 | Neuendorf                                                                                         | Löwenberger Land  | |                   |
| Löwenberger Land  | 26.10.2003 | Nassenheide                                                                                       | Löwenberger Land  | |                   |
| Mühlenbecker Land | 26.10.2003 |                                                                                                   |                   | Mühlenbeck Schildow Schönfließ Zühlsdorf                                                                | Mühlenbecker Land |
| Oberkrämer        | 18.05.1998 |                                                                                                   |                   | Eichstädt Neu-Vehlefanz Vehlefanz                                                                       | Oberkrämer        |
| Oberkrämer        | 31.12.2001 |                                                                                                   |                   | Bärenklau Bötzow Marwitz Oberkrämer Schwante                                                            | Oberkrämer        |
| Oranienburg       | 26.10.2003 | Friedrichsthal Germendorf Lehnitz Malz Schmachtenhagen Wensickendorf Zehlendorf                   | Oranienburg       | |                   |
| Sonnenberg        | 27.09.1998 |                                                                                                   |                   | Baumgarten Sonnenberg                                                                                   | Sonnenberg        |
| Sonnenberg        | 26.10.2003 | Rönnebeck Schulzendorf                                                                            | Sonnenberg        | |                   |
| Stechlin          | 27.09.1998 |                                                                                                   |                   | Dollgow Menz Neuglobsow                                                                                 | Stechlin          |
| Zehdenick         | 31.12.2001 | Bergsdorf Ribbeck Vogelsang                                                                       | Zehdenick         | |                   |
| Zehdenick         | 26.10.2003 | Badingen Burgwall Kappe Klein-Mutz Krewelin Kurtschlag Marienthal Mildenberg Wesendorf Zabelsdorf | Zehdenick         | |                   |